# دوستان و عشاق (فیلم ۱۹۳۱)
دوستان و عُشاق (انگلیسی: Friends and Lovers) یک فیلم آمریکایی در سبک درام به کارگردانی ویکتور شرتزینگر است که در سال ۱۹۳۱ منتشر شد.